# Eukiefferiella chuzeoctavus
Eukiefferiella chuzeoctavus är en tvåvingeart som beskrevs av Sasa 1984. Eukiefferiella chuzeoctavus ingår i släktet Eukiefferiella och familjen fjädermyggor. Inga underarter finns listade i Catalogue of Life.